# Gerda Kraan

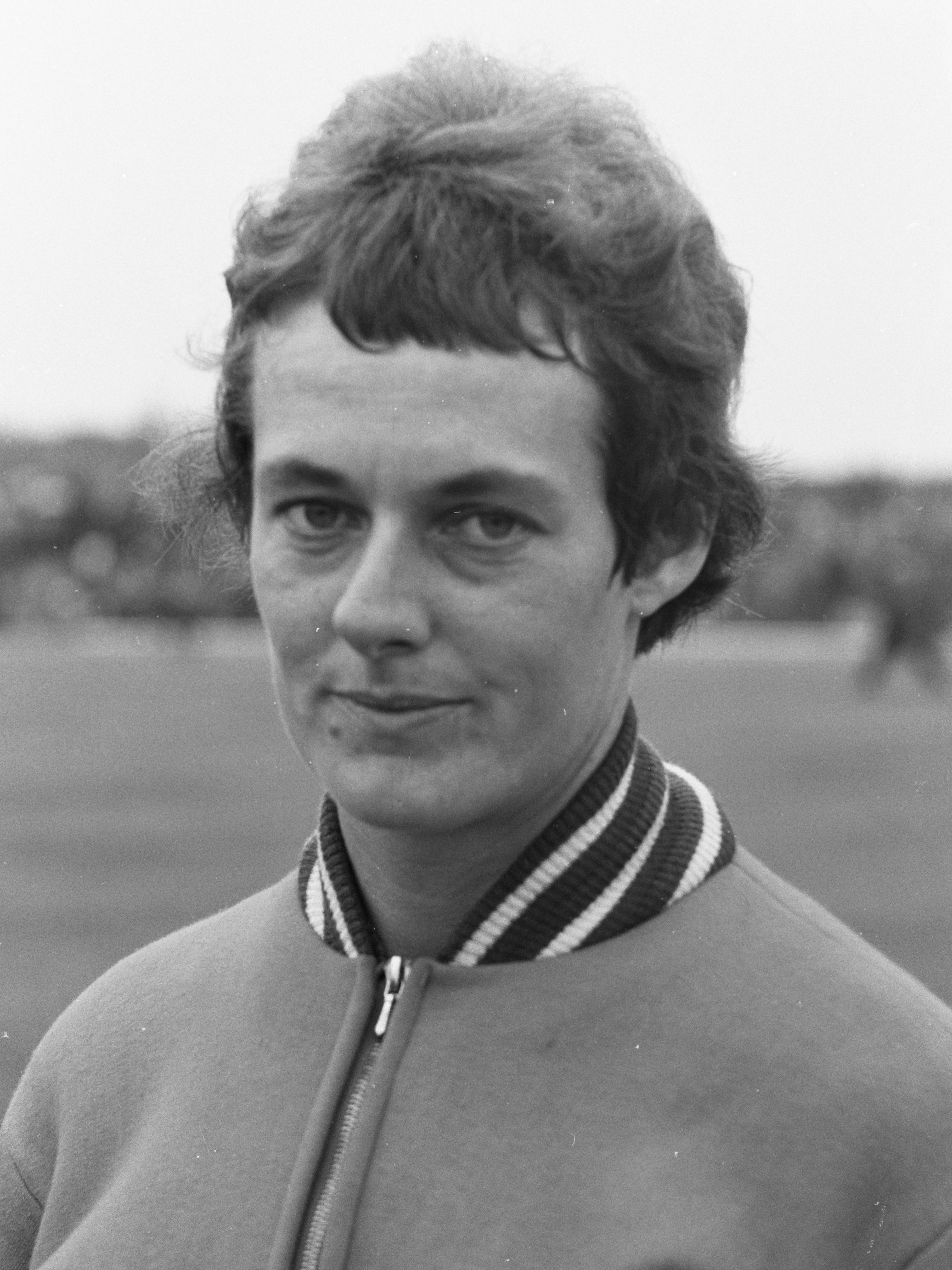
Gerda Kraan (1961)

Gerarda „Gerda“ Maria Kraan (* 30. Juli 1933 in Leiden) ist eine ehemalige niederländische Leichtathletin und Europameisterin.
Das Finale im 800-Meter-Lauf bei den Europameisterschaften 1962 in Belgrad war sehr schnell, es wurden fünf Landesrekorde aufgestellt. Gleichwohl hatte Gerda Kraan im Ziel auf die zweitplatzierte Waltraud Kaufmann aus der DDR über zwei Sekunden Vorsprung, als sie mit 2:02,8 Minuten einen neuen Europarekord aufstellte und Gold gewann.
Bei den Olympischen Spielen 1964 reichte diese Zeit noch zu Bronze, während die Britin Ann Packer in 2:01,1 einen neuen Weltrekord aufstellte. Gerda Kraan war aber nicht mehr in der Form des Jahres 1962. Sie konnte sich zwar sicher für das Finale qualifizieren, aber dort erreichte sie in 2:05,8 nur den siebten Platz.